# Alfa Romeo 8C
Alfa Romeo 8C è il nome di una serie di vetture sportive prodotte dalle casa automobilistica italiana Alfa Romeo negli stabilimenti del Portello dal 1931 al 1938. Progettata nel 1930 da Vittorio Jano partendo dalle coeve 6C è stata prodotta in varie versioni, sia stradali che da competizione, battezzate in base alla cilindrata del motore e al tipo di carrozzeria montato, frutto della collaborazione con i migliori carrozzieri dell'epoca come Touring e Zagato.
La sigla "8C", che sta per motore 8 Cilindri, è stata ripresa per la recente supercar 8C Competizione, il cui concept è stato presentato al Salone dell'automobile di Francoforte 2003 e il modello definitivo alla rassegna 2007.

## Storia del modello
La famiglia delle Alfa Romeo 8C (2300-2600-2900) ha rappresentato lo stato dell'arte del livello tecnologico raggiunto dall'Alfa Romeo negli anni ‘30. Alte prestazioni, un’ottima tenuta di strada e una buona affidabilità erano le principali caratteristiche che hanno fatto delle 8C probabilmente le migliori vetture della loro epoca.
Secondo il progettista torinese Vittorio Jano, una vettura, anche se progettata per le corse, non doveva essere solo potente ma anche stabile, maneggevole e il più leggera possibile per potersi adattare anche all’utilizzo su strada. Già le 6C con compressore rispecchiavano questa volontà ma furono le 8C ad elevare questo principio al massimo visti i risultati ottenuti nelle gare su strada e in pista, dalla Mille Miglia alla Targa Florio, dalle corse Gran Premio alla 24 Ore di Le Mans.
Il motore a 8 cilindri in linea sovralimentato ha doti eccezionali di potenza, elasticità e robustezza, rispetto al periodo, che gli garantirono la competitività a tutto tondo e una longevità che rispecchiano la genialità del suo progettista Vittorio Jano. Nel 1930 progetta questo propulsore sfruttando l’esperienza maturata in tutta Europa sulle piste dalla P2 e sulle strade dalla serie 6C (1500-1750). Jano sceglie di progettare un motore 8 cilindri in linea biblocco bialbero in lega leggera sovralimentato con compressore volumetrico di 2336 cm³. Le misure interne dei cilindri (alesaggio x corsa: 65 x 88 mm; cilindrata unitaria 292 cm³) sono identiche a quelle della 6C 1750 lanciata pochi anni prima, così come altri particolari interni al motore e dello chassis, nell’ottica del contenimento dei costi. La cubatura finale del nuovo motore è di 2336 cm³ e cresce successivamente a 2600 cm³ e poi fino a 2900 cm³. L’alimentazione è assicurata da un carburatore Memini doppio corpo invertito e da un compressore volumetrico Roots con pressione di sovralimentazione dichiarata di 0,65 kg/cm2.
Jano, per evitare i problemi di torsione congeniti dovuti alla lunghezza dell’albero motore 8 cilindri in linea, sceglie di adottare la soluzione biblocco. Questo stratagemma consente a Jano di dividere il propulsore, soprattutto albero motore e alberi a camme, a metà, in due blocchi di quattro cilindri ciascuno, con la distribuzione al centro. L’albero motore, in acciaio, di 50 mm di diametro, ruota su dieci cuscinetti di banco in bronzo con riporto di metallo bianco accoppiato al centro da due ingranaggi cilindrici a dentatura elicoidale imbullonati tra loro. Di questi due uno comanda la distribuzione bialbero in testa e l’altro muove il compressore Roots, la dinamo e le pompe di acqua e olio. La lubrificazione è a carter secco con pompa di mandata e di ripresa con il serbatoio dell’olio alloggiato sotto il sedile del passeggero (alloggiato tra i magnoni anteriori del telaio davanti al radiatore almeno sui primi due esemplari). 

L’accensione prima è affidata ad un distributore Bosch e poi ad un magnete Wertex. Le due testate in lega leggera con due valvole per cilindro sono smontabili e ricalcano il disegno di quelle del motore 6C 1500-1750. Le valvole infatti sono delle stesse dimensioni ed angolate tra loro a 90° e hanno sistema di registrazione identico; con cappellotti in acciaio temprato filettati sull’estremità dello stelo valvola. La potenza finale ottenuta con rapporto di compressione 5,75:1 è di 142 CV a 5000 giri/minuto, molto elevata per l’epoca in rapporto alla cilindrata e soprattutto sfruttabile grazie all’elasticità data dal compressore.

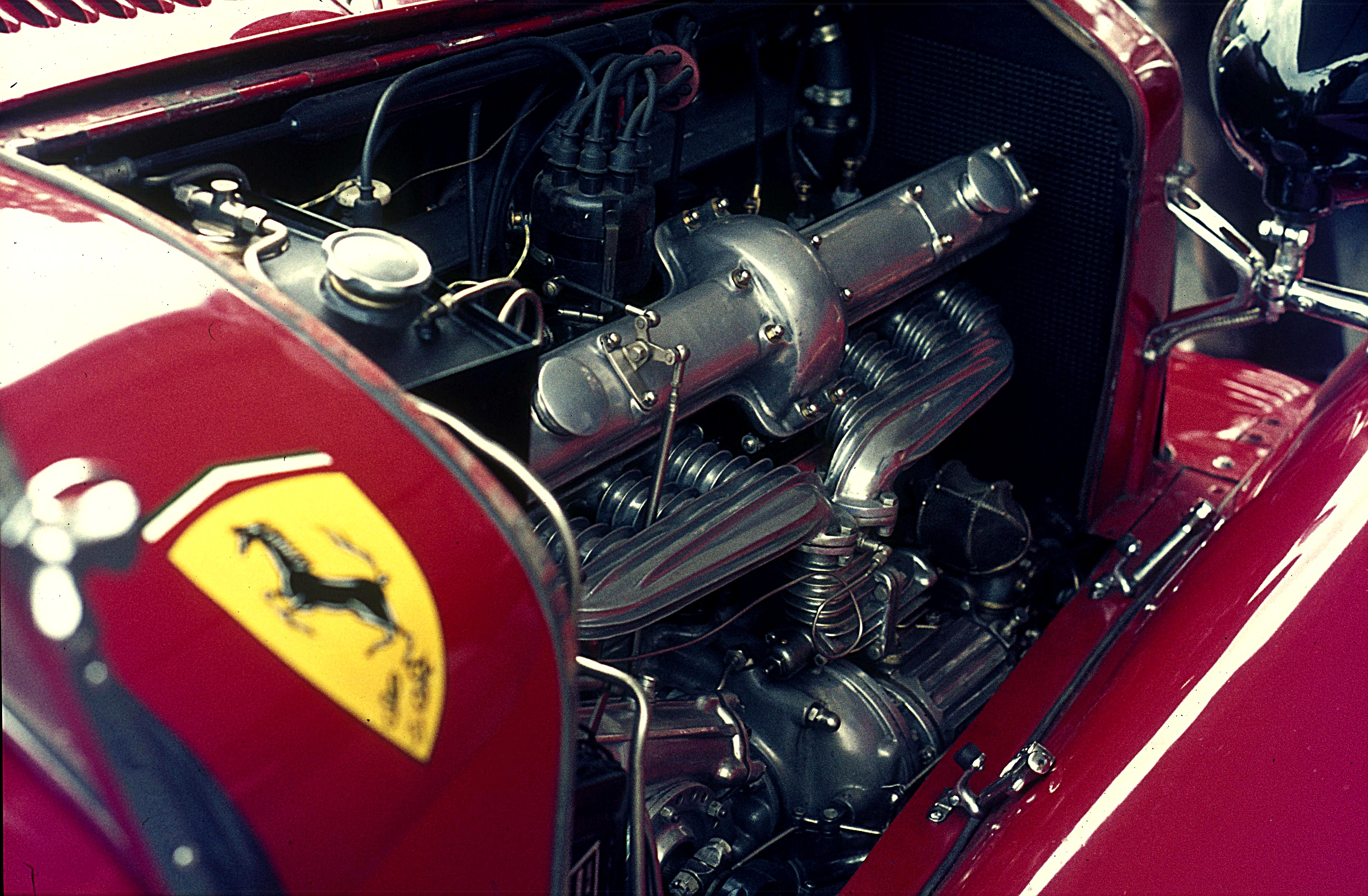
Il vano motore di una 8C 2300 della Scuderia Ferrari dal lato del compressore

La frizione multidisco a secco e il cambio a 4 marce derivano da quelli della 6C 1750 vincente alla Mille Miglia del 1930; la cui scatola è realizzata in Elektron, una pregiata lega di magnesio. Infatti la fonderia per leghe leggere dell’Alfa Romeo era la più all’avanguardia al mondo in campo automobilistico negli anni ‘30 ed era figlia della volontà di portare importanti innovazioni industriali del nuovo direttore generale Prospero Gianferrari, a cui si deve anche il reparto carrozzeria interno.
Il telaio, a longheroni e traverse in lamiera d’acciaio stampata a “C”, era disponibile in 3 lunghezze diverse: Lungo, 3100 mm, per le gare di durata; Corto, 2750 mm, per le corse su strada; e poi Monza, 2650 mm, per le gare in circuito. Lo schema delle sospensioni è simile a quello delle 6C, ad assale rigido con molle a balestre semiellittiche e ammortizzatori a frizione davanti e dietro, ma con balestre montate all’esterno dei longheroni. I freni a tamburo, realizzati in lega leggera e ben alettati, sono comandati “a bacchetta”. Successivamente, sulle 8C 2900, le sospensioni divennero a quattro ruote indipendenti e i freni adottarono il comando idraulico. La guida è a destra, come ovvio negli anni ‘30.

## Alfa Romeo 8C 2300
La prima versione della vettura con motore 2300 cm³ di cilindrata, da cui la sigla 8C 2300, viene prodotta tra il 1931 e il 1935 in due serie in 188 (o 189) esemplari.

### Il 1931

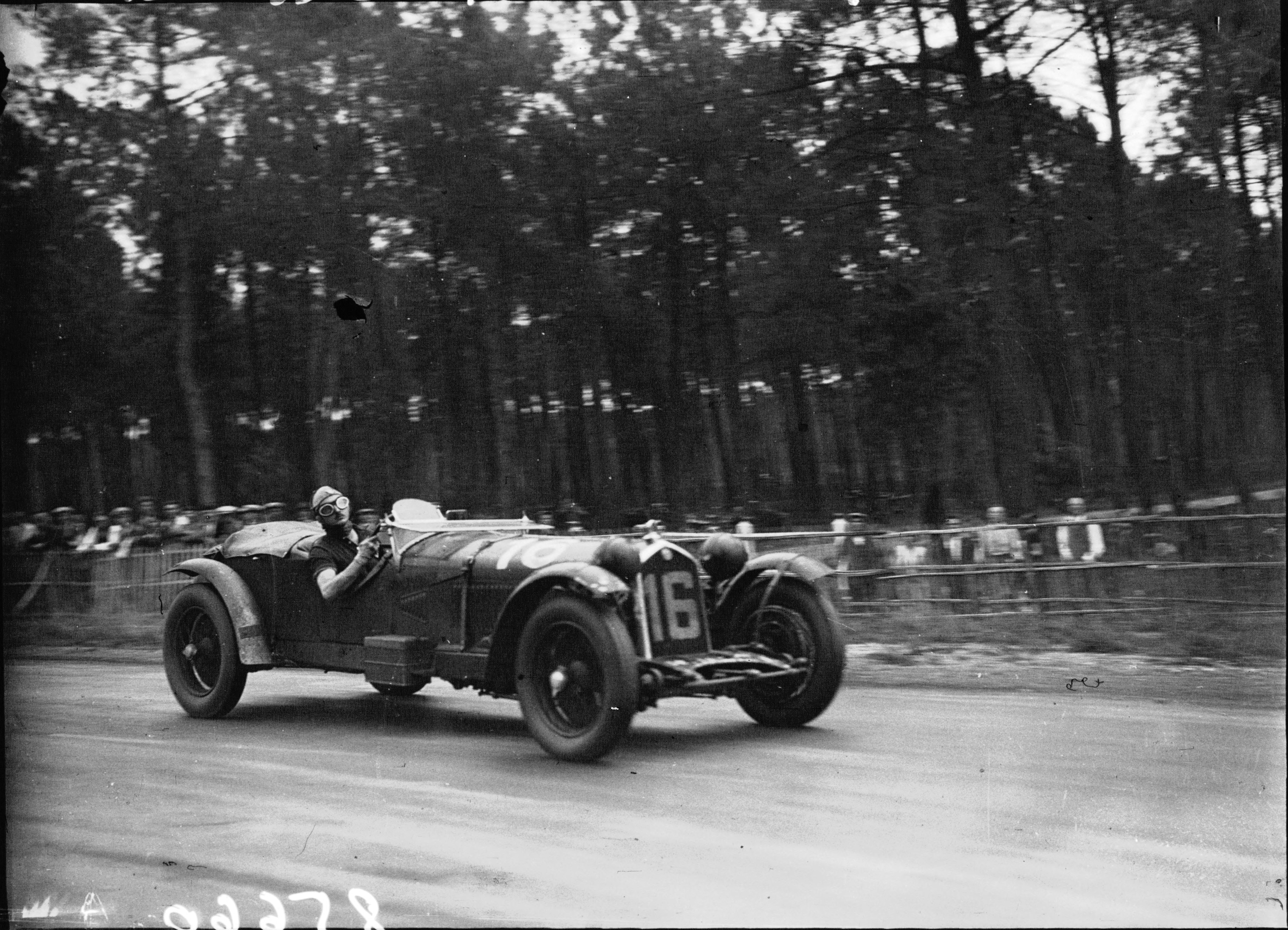
L'Alfa Romeo 8C 2300 Lungo Spider Le Mans #16 di Sir Henry Birkin e Lord Earl Howe alla 24 Ore di Le Mans del 1931

Da vero bolide di razza la vettura, per la precisione una 8C 2300 Corto Spider Corsa, debuttò subito alla Mille Miglia 1931 con Tazio Nuvolari e Giovanni Battista Guidotti ma, a causa anche di una insolita debolezza degli pneumatici Dunlop, si classificò soltanto 9°.
La rivincita arrivò alla Targa Florio 1931, sempre con Nuvolari al volante, dove il dominio Alfa Romeo in terra siciliana fu tale che proseguì nel 1932 e 1933, e con le versioni successive del modello, fino al 1935. Un'altra importante vittoria giunse al Gran Premio d'Italia, a Monza, il 24 maggio dello stesso anno, con una 8C 2300 monoposto modificata con: passo accorciato a 2650 mm, motore potenziato a 165 CV, nuova carrozzeria con la coda "a punta", calandra con feritoie stondate tipiche e tubo di scarico disposto esternamente lungo la fiancata sinistra. Da allora questa versione venne soprannominata 8C 2300 “Monza” e prodotta in 10 esemplari per partecipare, vincendo, a numerosi gran premi in tutta Europa.

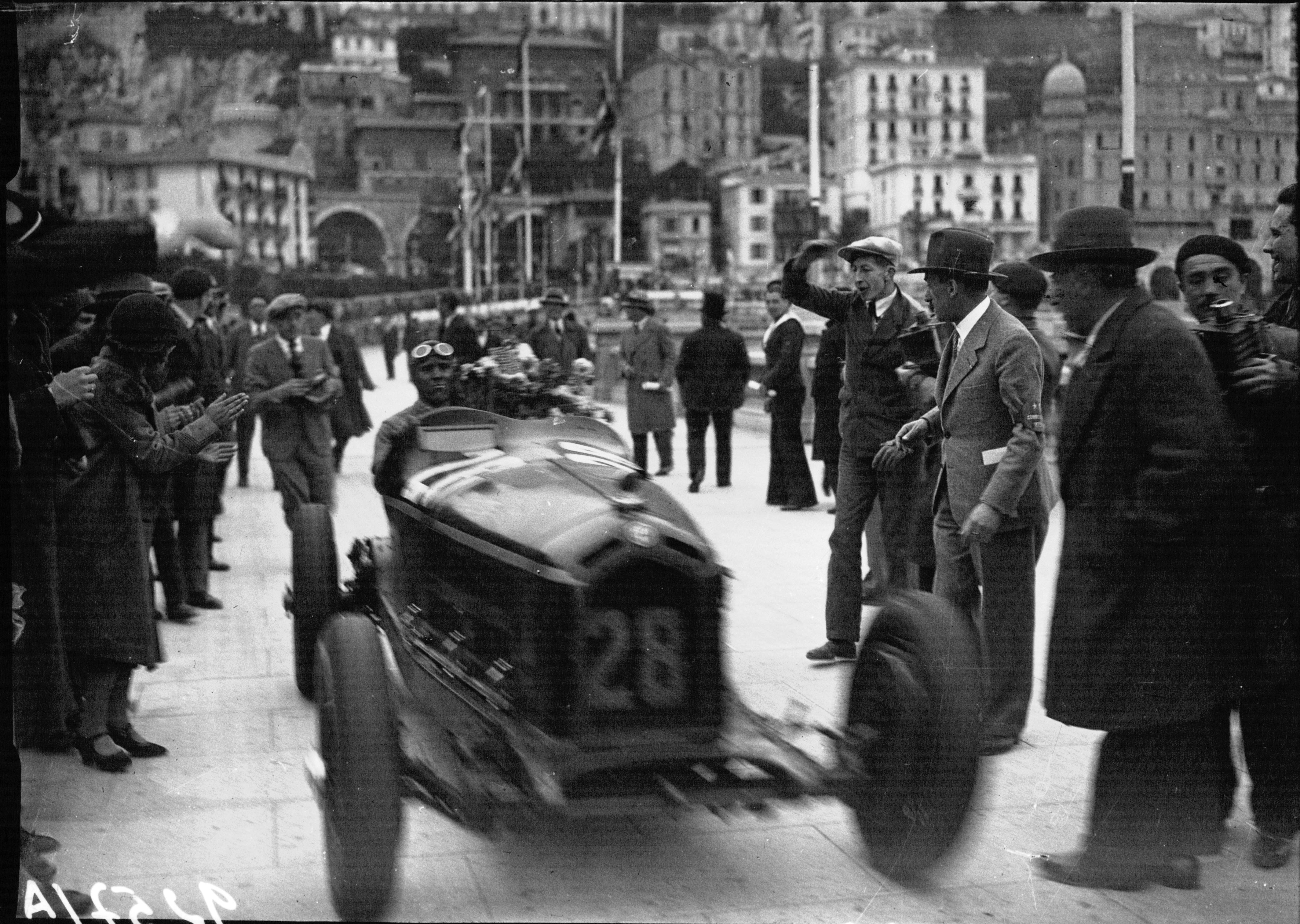
Tazio Nuvolari fa il giro d'onore con la corona di fiori al Gran Premio di Monaco 1932 con l'Alfa Romeo 8C 2300 Monza

Sempre nel 1931 l’Alfa Romeo volle sfruttare la fama della 24 Ore di Le Mans, che nei tardi anni ‘20 aveva acquisito notevole rinomanza internazionale, soprattutto in Gran Bretagna, per lanciare la nuova 8 cilindri sul mercato europeo. Così allestì una serie di 9 torpedo a 4 posti con carrozzeria Zagato o Touring sul telaio a passo lungo di 3100 mm e con potenza elevata a 155 CV a 5200 giri/minuto per partecipare espressamente alla gara francese. 
Vennero iscritte 3 vetture, due ufficiali per gli equipaggi Giuseppe Campari - Attilio Marinoni e Ferdinando Minoia – Goffredo Zehender e una privata ma assistita dalla casa composta dal Conte Howe e da Henry "Tim" Birkin. Proprio quest’ultima vinse la gara alla media record di 125,74 km/h interrompendo la striscia di vittorie Bentley.

Dopo questa serie di vittorie la 8C 2300 dimostrò di essere una concorrente di primo piano se non l’auto da battere in qualsiasi tipo di competizione e cominciò ad essere richiesta dai migliori piloti e dai più facoltosi “gentlemen driver” in tutta Europa. In questo modo i più celebrati carrozzieri italiani ed internazionali cominciarono a vestire gli autotelai nudi provenienti dal Portello. Le versioni Spider a passo corto realizzate da Zagato e Touring con il cofano lungo e la coda raccolta furono tra le più aggraziate vetture di ogni epoca e senza dubbio le versioni più note. Tuttavia anche i carrozzieri Castagna, Figoni, Viotti e Brandone, per citarne alcuni, realizzarono esemplari di straordinaria eleganza sia chiusi che aperti. 

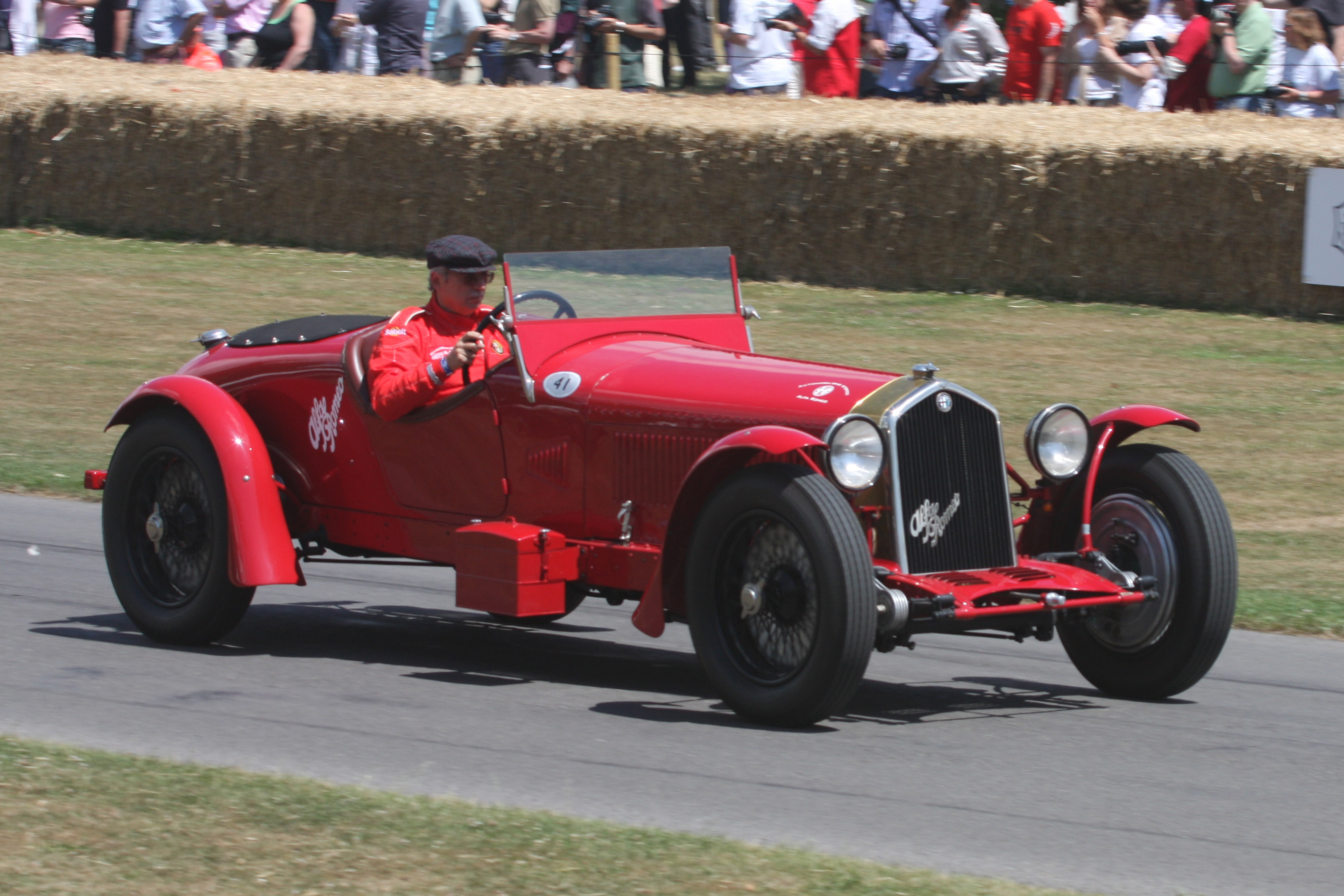
Questa è la 8C 2300 Lungo Spider Le Mans conservata al Museo Alfa Romeo è stata acquistata nel 1931 da Sir Henry Birkin che, insieme a Lord Earl Howe, ma su un altro esemplare dello stesso modello, ha vinto la 24 Ore di Le Mans. Henry Birkin ha comunque guidato questa 8C 2300 in altre competizioni.

L’unico vero “difetto” era il prezzo, al 1º gennaio 1932 il listino recitava: telaio 8C Gran Sport tipo Corto 75.000 lire; Spider 2 posti 80.000 lire; telaio 8C Gran Sport tipo Lungo 80.000 lire; Spider 2 o 4 posti, Torpedo 4 posti 91.000 lire, Cabriolet 98.000 lire. Dunque una vettura carrozzata Alfa con più di due posti costava da 91.000 a 98.000 lire, dieci volte il costo di una Fiat 508 Balilla. Inoltre la maggior parte dei clienti voleva servirsi del proprio carrozziere di fiducia, fatto che faceva aumentare il prezzo fino a raddoppiare quello del solo autotelaio. In Inghilterra, il solo telaio, era venduto a 1700 sterline; tante quante ne bastavano per una Rolls-Royce o una Isotta Fraschini.
Inoltre occorreva pagare tutti gli anni la tassa di circolazione, ovviamente molto elevata, e fare benzina. Dato che era difficile con vetture del genere, e ancora peggio con la successiva 2900, riuscire a fare più di tre/quattro chilometri con un litro, fare il “pieno” era un’operazione molto costosa con la benzina che arrivò a costare, per le restrizioni autarchiche, anche quattro lire al litro. Inoltre la manutenzione ordinaria e ogni minima riparazione erano argomento per meccanici esperti che esigevano compensi adeguati alla loro bravura.
Nell'Europa del 1931 che subiva gli effetti della grande crisi del ‘29 non erano spese alla portata di tutti.

### Il 1932

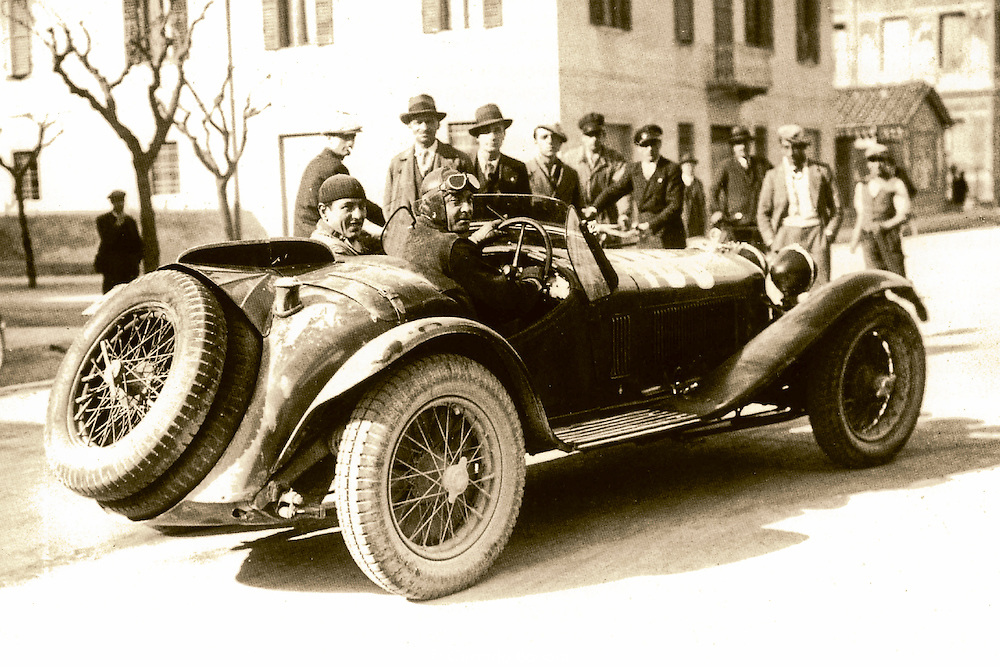
Mario Umberto "Baconin" Borzacchini, al volante, e Amedeo Bignami alla guida dell'Alfa Romeo 8C 2300 Corto Spider Touring #106 alla partenza della vittoriosa Mille Miglia 1932

Il 1932 portò nuovi sviluppi nella vettura e ad un solo anno dall’inizio della produzione si può parlare già di “seconda serie”. La potenza salì fino a 165 CV a 5400 giri/minuto su tutte le versioni aumentando il rapporto di compressione a 6,5:1, venne ridotta la capacità del serbatoio dell’olio e vennero migliorati i freni e le sospensioni.
La primavera del 1932 continuò a portare vittorie rilevanti al Biscione: ad aprile Mario Umberto "Baconin" Borzacchini, in coppia con Amedeo Bignami, su una 8C 2300 Corto Spider Touring, conquistano la prima Mille Miglia delle 8 totali vinte dalle Alfa Romeo 8 cilindri, a maggio Tazio Nuvolari vince la sua seconda Targa Florio e in giugno nella 24 Ore di Le Mans Raymond Sommer e Luigi Chinetti salirono sul gradino più alto del podio seguiti da Franco Cortese e Giovan Battista Guidotti. La doppietta fa aumentare la fama di queste vetture anche oltre le Alpi.

### La Tipo B “P3”

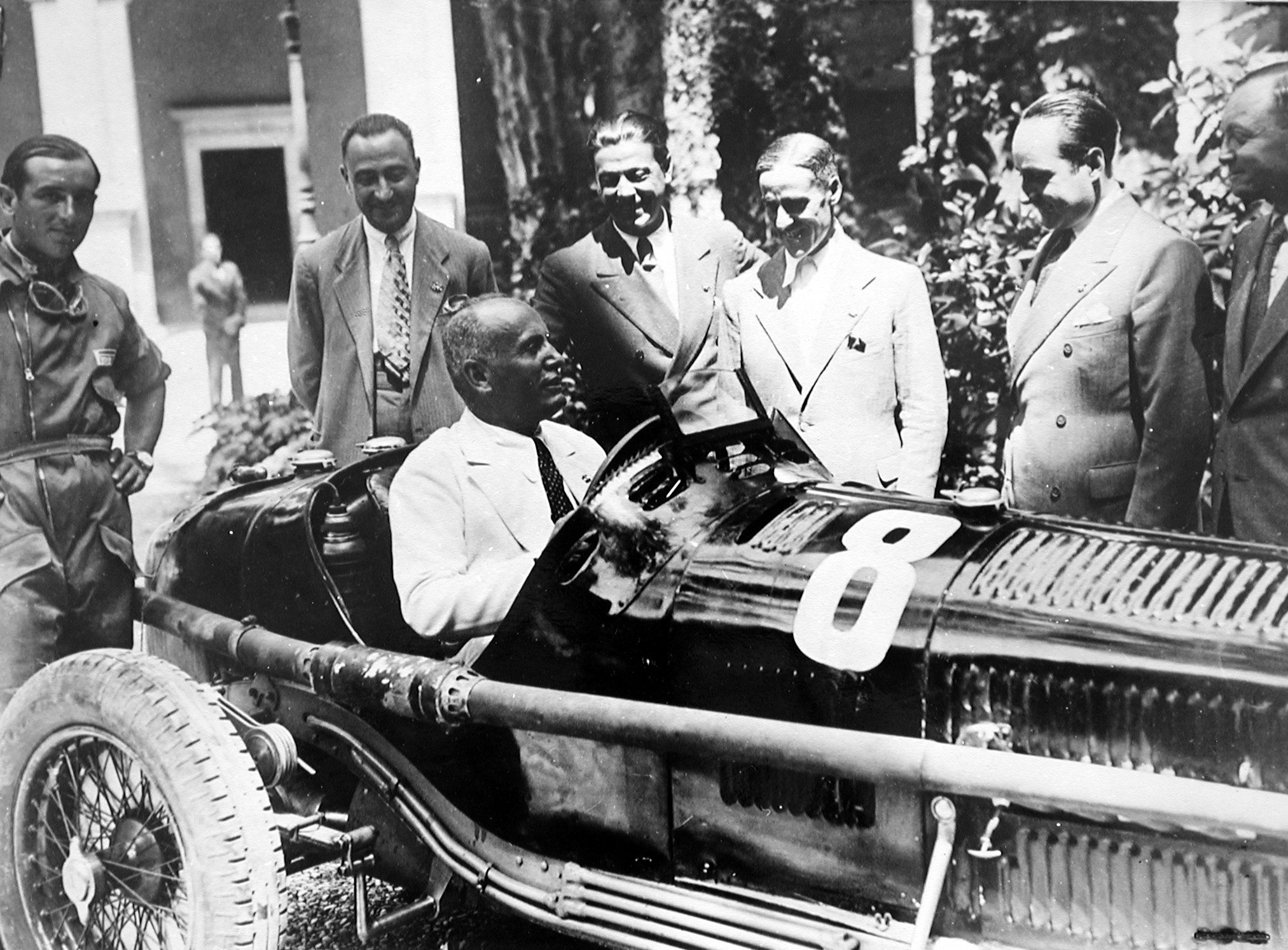
Roma, 19 agosto 1932. La Squadra Corse Alfa Romeo, di ritorno dalla vittoriosa trasferta a Pescara, viene ricevuta a Villa Torlonia da Benito Mussolini che entra nell'abitacolo dell'Alfa Romeo Tipo B P3, con la quale Tazio Nuvolari ha conquistato la prestigiosa Coppa Acerbo, così cumulando i titoli di Campione italiano e Campione internazionale. Da sinistra in piedi: Giovanni Tabacchi (meccanico di Nuvolari), un dirigente sconosciuto, Prospero Gianferrari (dirigente Alfa Romeo), Tazio Nuvolari, Achille Starace e Mario Umberto Baconin Borzacchini.

Nei circuiti, per continuare la striscia vincente iniziata con la 8C 2300 Monza, Vittorio Jano progettò la Tipo B, soprannominata ufficiosamente P3 per indicarla come la vera erede della P2. Pur basandosi sulla 8C 2300 Monza e sulla GP tipo A il telaio e il motore vennero del tutto rivisti. Per ridurre la tendenza al sovrasterzo innata nelle vetture GP di allora Jano pose il differenziale subito dopo il cambio e trasmise il moto alle ruote posteriori attraverso due coppie coniche con due semiassi di trasmissione obliqui, disposti “a triangolo”. Sospensioni anteriori e posteriori ad assale rigido con ammortizzatori a frizione, freni a tamburo a comando meccanico ingranditi e peso finale di 700 kg. Il motore sempre 8 cilindri venne evoluto aumentando la cilindrata fino a 2654 cm³ e con l’adozione di due compressori volumetrici Roots a due lobi e due carburatori Weber. La potenza così raggiunta fu di 215 CV a 5600 giri/minuto con i quali la monoposto raggiungeva i 225 km/h.
Il debutto avvenuto il 5 giugno 1932, al 10º Gran Premio d’Italia a Monza, con Nuvolari al volante, fu un altro degli esordi vittoriosi della casa milanese. Nella restante parte della stagione la P3 vinse altri cinque gran premi, arrivando seconda in 7 gare e terza in tre. La serie di vittorie continuò anche nell’anno successivo: 7 primi posti e 3 secondi posti. Gli eccezionali risultati di questa vettura fornirono il pretesto nel 1933 all’Alfa Romeo per ritirarsi dalle corse avendo dimostrato nel 1932 di essere imbattibile.
In realtà il motivo era di natura economica, la produzione delle 8C e la gestione dell’attività sportiva erano molto dispendiose e la casa milanese non riusciva a produrre utili sufficienti a rimanere aperta. L’IRI, l’Istituto di Ricostruzione Industriale, voluto da Mussolini in persona, rappresentò la salvezza della casa.

### Il 1933
Nel 1933 il nome dell’Alfa Romeo nelle corse venne tenuto alto dalla Scuderia Ferrari di Modena che già dal 1929 correva e vinceva con vetture Alfa Romeo. Le 8C 2300 evolute ottennero lo stesso “triplete” dell’anno precedente: Mille Miglia ad aprile, con una 8C 2300 Corto Spider Zagato affidata a Tazio Nuvolari e Decimo Compagnoni, Targa Florio a maggio, con Antonio Brivio e 24 Ore di Le Mans a giugno, con la coppia Raymond Sommer - Tazio Nuvolari.
Per continuare a vincere la Scuderia Ferrari (e successivamente anche molti privati) maggiorarono la cilindrata del motore delle loro 8C 2300 Monza a 2654 cm³, aumentando la corsa da 88 a 100 mm, per ricavare 180 CV a 5600 giri/minuto. Queste vetture maggiorate, che vennero impiegate con successo sia come monoposto sia (opportunamente adattate con parafanghi e fari) come biposto Sport, sono note anche come 8C 2600 Monza.
In seguito al ritiro dell’Alfa Romeo le Tipo B P3 rimasero ferme fino alla Coppa Acerbo, quando si decise di cederle a Ferrari per sostituire le 8C 2300 Monza 2.6 che non riuscivano più a battere le nuove Maserati. Rientrate in pista le P3 la Scuderia Ferrari ottenne sei vittorie in tre mesi.

### Il 1934

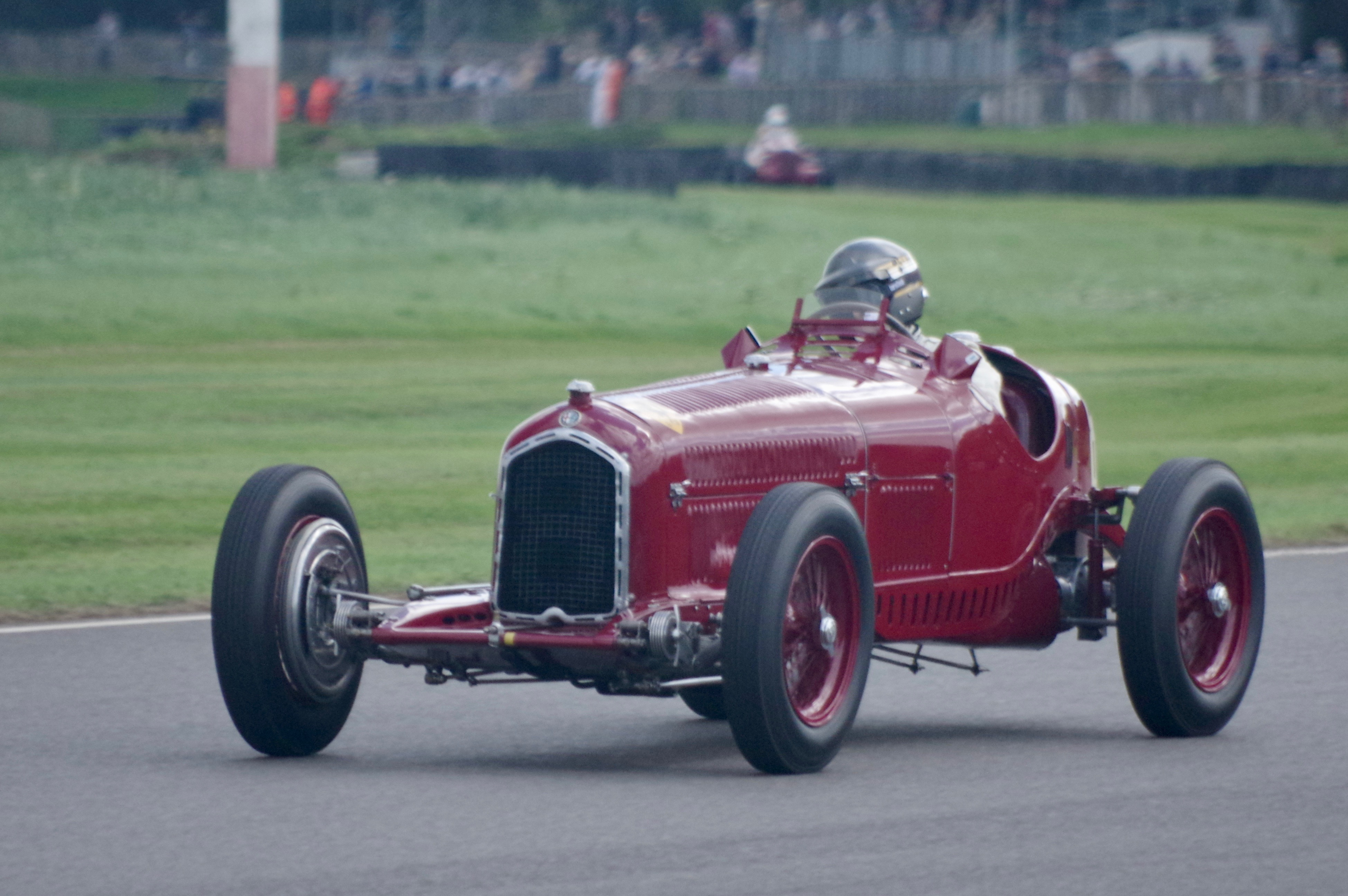
Un'Alfa Romeo Tipo B P3 in pista al Goodwood Revival 2018

Il 1934 fu l’ultimo anno di produzione della 8C 2300 dato che la nuova dirigenza pubblica aveva deciso di razionalizzare la produzione. Venne sostituita dalla meno complessa e meno costosa Alfa Romeo 6C 2300 che fu il successo commerciale che garantì il futuro all’azienda.
La Mille Miglia di quell’anno fu teatro di uno straordinario duello tra Varzi e Nuvolari; entrambi, naturalmente, al volante di due 8C 2300. Achille Varzi correva con Amedeo Bignami su una 8C 2300 Monza Spider Brianza Biposto iscritta dalla Scuderia Ferrari quindi con cilindrata aumentata a 2600 cm3 e carburatore Weber. Tazio Nuvolari correva invece con Eugenio Siena anche loro su una 8C 2300 Monza Spider Brianza Biposto con carburatore Memini perfettamente messa a punto direttamente da Vittorio Jano. In pratica le vetture sviluppavano entrambe 180 CV e quella fu una sfida tra i due alfieri Alfa Romeo che si risolse a favore di Varzi. Al talento indiscutibile del pilota si sommò la perfetta gestione sportiva di Enzo Ferrari che scelse le gomme Pirelli per la sua Scuderia anziché le Dunlop, scelte invece da Nuvolari, fatto decisivo sulle bagnate strade venete.

L’ultima vittoria rilevante della 8C 2300 Le Mans è quella conquistata dal transalpino Philippe Étancelin e da Luigi Chinetti alla 24 Ore di Le Mans, decisivo fu l’impegno dei meccanici che ripararono il serbatoio forato masticando dei chewing-gum e turando così la falla.

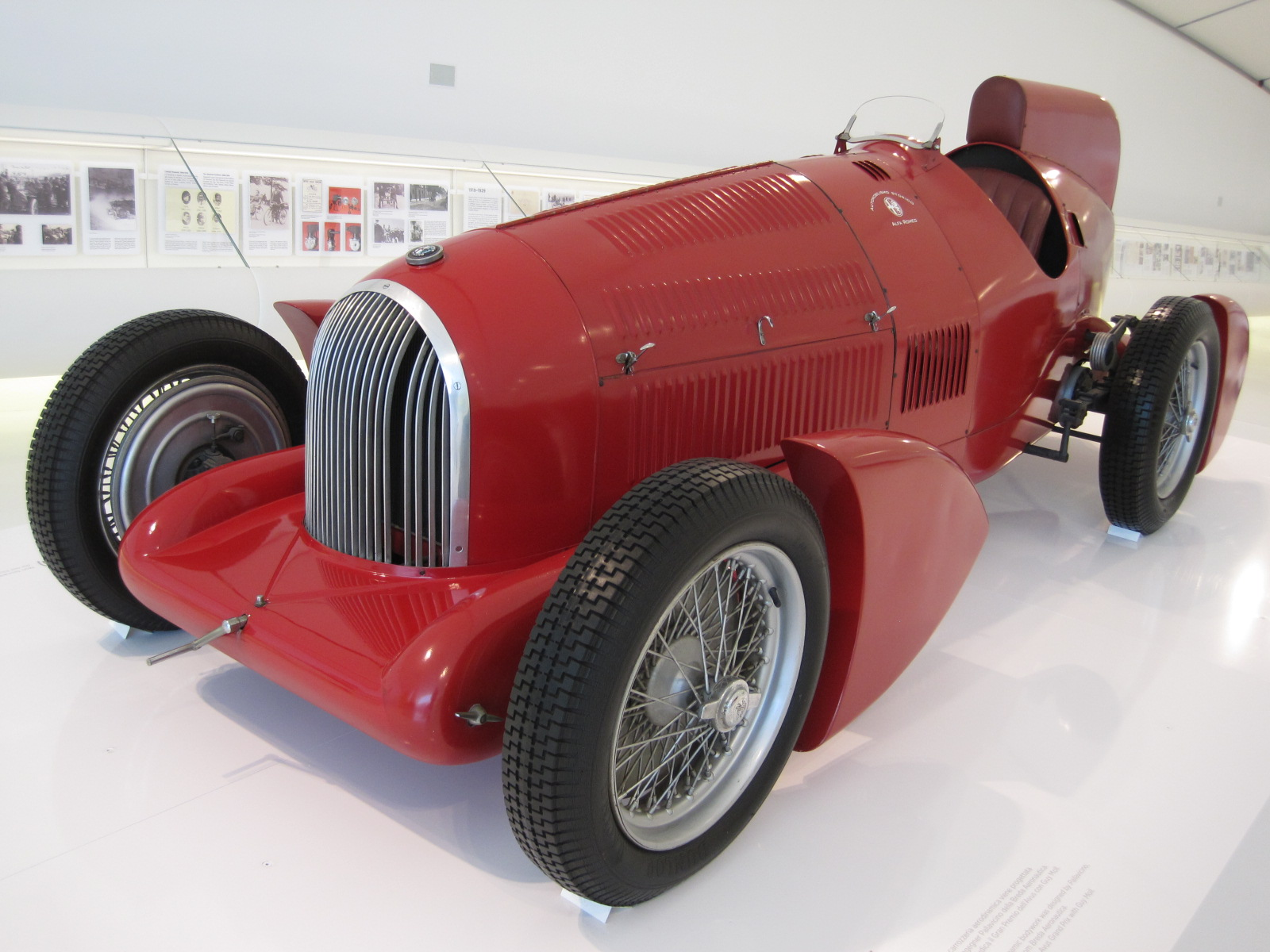
La Tipo B P3 Aerodinamica progettata dall'ing. Cesare Pallavicino

Alla fine le vittorie consecutive alla 24 ore di Le Mans che contribuirono alla fama internazionale della casa del Biscione furono quattro con quattro equipaggi diversi: nel 1931 (Howe-Birkin), nel 1932 (Chinetti-Sommer), nel 1933 (Nuvolari-Sommer) e nel 1934 (Chinetti-Étancelin). 
La Tipo B P3 venne aggiornata secondo i nuovi regolamenti Formula Gran Prix. Il telaio venne irrigidito, la carrozzeria allargata, il cambio irrobustito eliminando la prima marcia e la cilindrata del motore aumentata fino a 2905 cm³ per ottenere 255 CV a 5400 giri/minuto per raggiungere i 262 km/h. Venne approntata anche una versione con carrozzeria “Aerodinamica” dall’ingegnere Cesare Pallavicino per competere sulle piste veloci.
Le Alfa Romeo della Scuderia Ferrari ottennero molte importanti vittorie nella prima parte di stagione fino al Gp di Francia in cui colsero una straordinaria tripletta capitanati da Louis Chiron. Da lì in poi le nuove avversarie tedesche di concezione più moderna Auto Union e Mercedes-Benz, già rivelatesi competitive, furono anche affidabili e le Tipo B P3 dovettero segnare il passo accontentandosi di vittorie minori.

### Il 1935
Il 1935 sarà un anno di transizione al Portello in cui si vendono auto stradali solo a 6 cilindri. Tuttavia per primeggiare nelle competizioni nazionali ed internazionali è necessaria almeno la potenza del motore 8 cilindri cosicché la Tipo B viene aggiornata e viene lanciata la nuova Tipo C, progettata per accogliere anche un inedito motore V12 oltre al solito bialbero 8 cilindri. Per le corse su strada si cominciò il progetto 8C 2900 A.

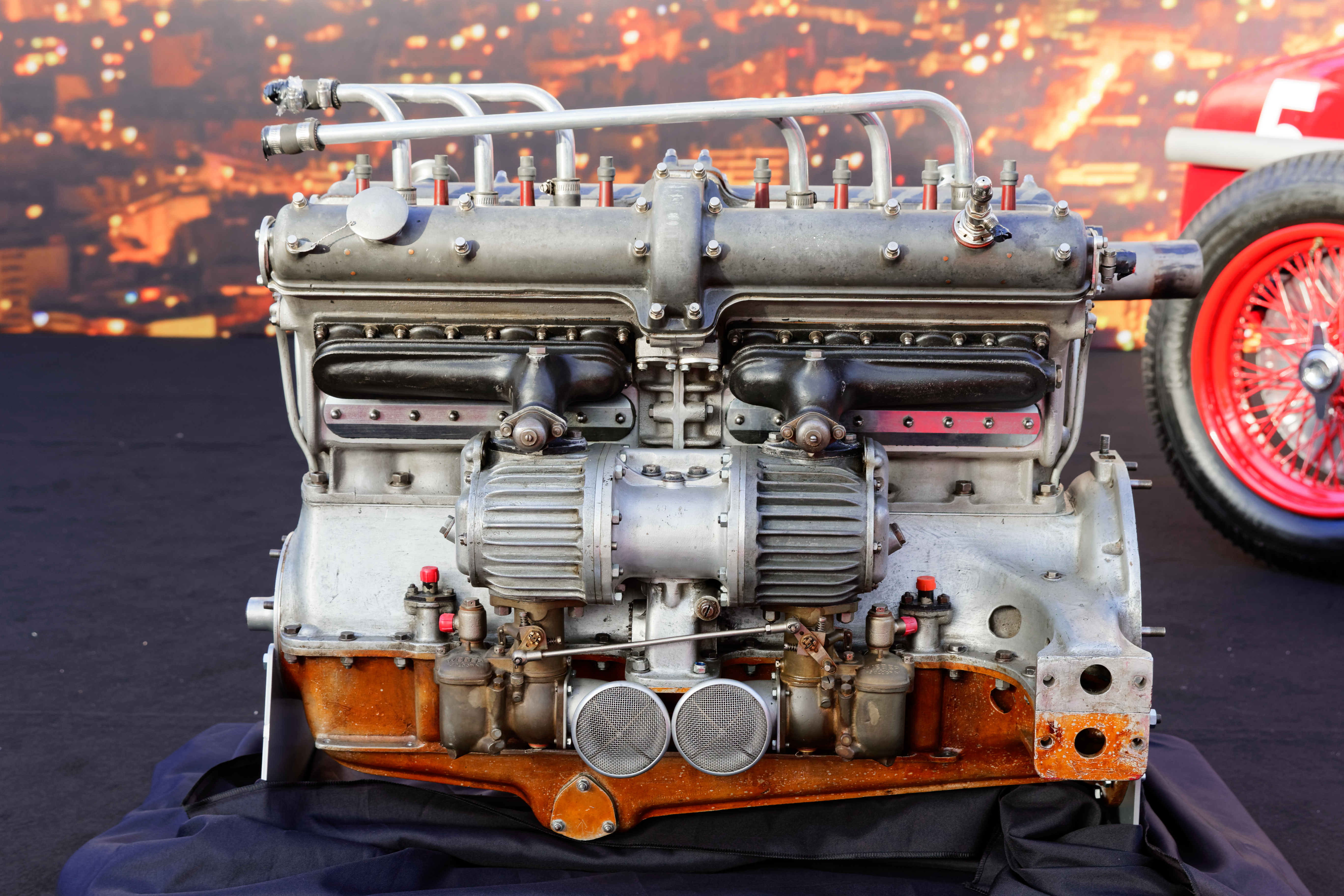
Il motore 8 cilindri di una Tipo B P3, ben visibili i due compressori e i due carburatori dal lato aspirazione

Per provare ad essere competitivi sulla Tipo B la Scuderia Ferrari aumenta la cilindrata prima a 3156 cm³ e poi a 3822 cm³ ottenendo 265 Cv a 5400 giri/min per 275 km/h di velocità massima. I freni, sempre a tamburo, adottarono il comando idraulico e le sospensioni posteriori doppi ammortizzatori idraulici. Le vetture di Nuvolari e Chiron adottarono addirittura le sospensioni anteriori indipendenti tipo Dubonnet. Tuttavia Auto Union e Mercedes-Benz sono troppo evolute e la Tipo B otterrà scarsi risultati dovuti alla bravura del pilota più che alle qualità della macchina. È passata alla storia quella di Tazio Nuvolari come una delle rimonte più straordinarie di sempre contro quattro Auto Union e ben cinque Mercedes-Benz al Gp di Germania 1935 al Nürburgring.
Alla Mille Miglia 1935 la Scuderia Ferrari decise di iscrivere, oltre alle vetture dell’anno passato, anche una Tipo B P3 modificata per partecipare alle gare su strada. Partendo da una vettura con motore 2654 cm³ da 220 CV a 5500 giri/minuto venne realizzata un’angusta biposto con volante spostato sul lato destro, parafanghi, dinamo, batteria, fari, avviamento elettrico, e ruota di scorta; tutto ciò di cui una vettura da pista avesse bisogno per essere ammessa alla circolazione stradale a metà anni ‘30. Venne affidata al pilota Carlo Maria Pintacuda che scelse il marchese Alessandro Dalla Stufa come suo compagno di viaggio in virtù della sua corporatura minuta che gli consentiva di sedersi nel piccolo abitacolo scoperto. Naturalmente vinsero la gara con oltre 40 minuti di vantaggio sul secondo classificato alla media di 114,72 km/h.

### La Tipo C (8C-35)

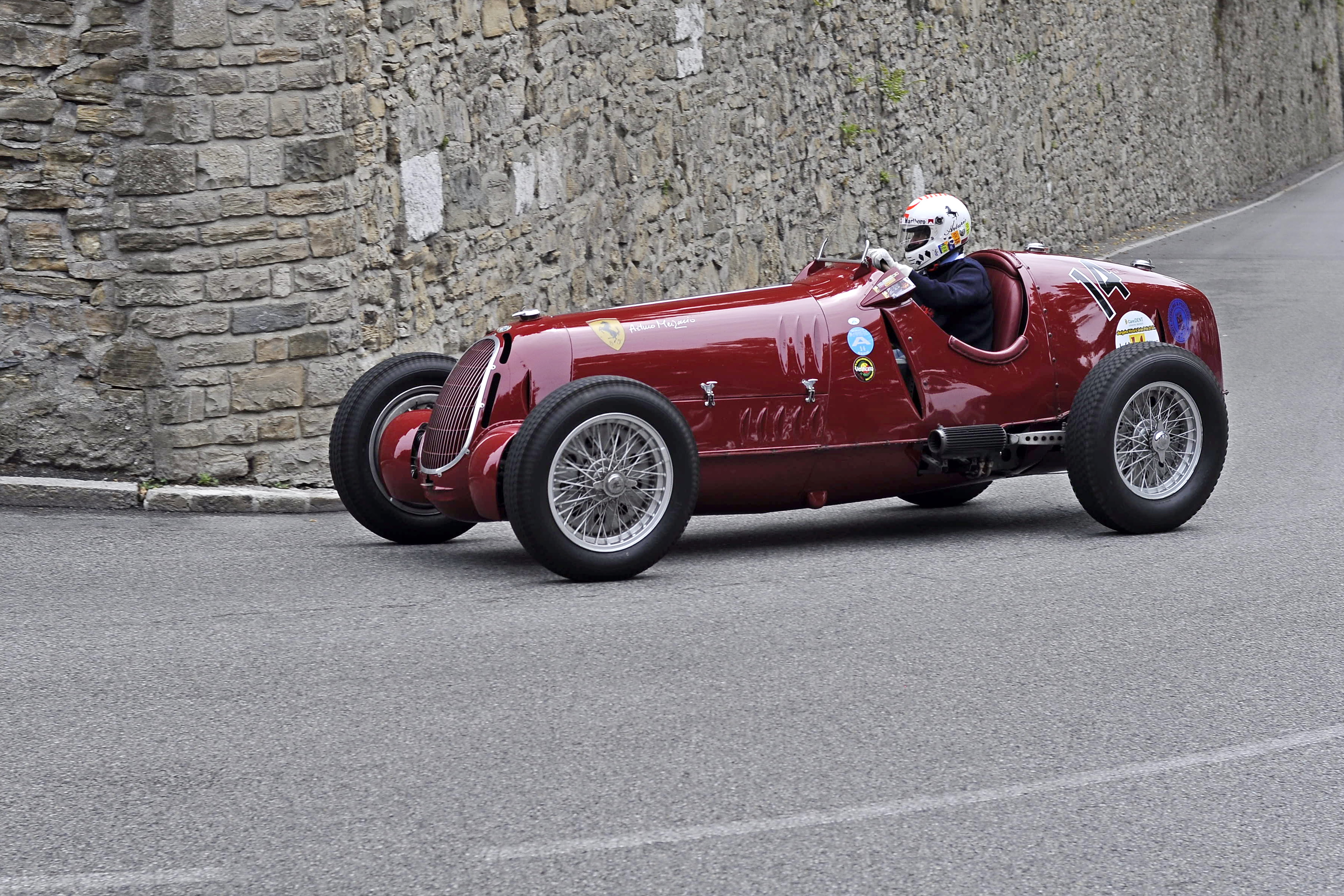
L'Alfa Romeo Tipo C 8C-35 in prova sul Circuito delle Mura di Bergamo il 15 giugno 2014 condotta dal pilota Arturo Merzario. Questa è la vettura originale che fu guidata dal pilota Tazio Nuvolari sul circuito medesimo.

La casa milanese sviluppò la Tipo C da Gran Premio per competere ad armi pari con le rivali tedesche. È su di essa che si basò il progetto della successiva 8C 2900. Il telaio era a longheroni e traverse in acciaio stampato a “C” come sulla Tipo B P3 ma le sospensioni erano indipendenti su tutte le ruote. Quelle anteriori sfruttavano un sistema con due bracci obliqui e un braccio trasversale con molle elicoidali e ammortizzatori idraulici racchiusi in un astuccio mentre quelle posteriori bracci obliqui e una balestra trasversale con ammortizzatori idraulici e a frizione. I freni a tamburo erano a comando idraulico.
Il motore rimase quello della Tipo B portato a 3822 cm³ per ottenere 330 CV a 5400 giri/minuto mentre il nuovo cambio a quattro marce venne disposto in blocco con il differenziale sul ponte posteriore. La carrozzeria inedita “a botticella” molto profilata consentiva di raggiungere i 275 km/h ed avrebbe segnato le successive Alfa Romeo da Gran Premio.
Il debutto non fu vittorioso ma seguirono molte vittorie nazionali fino alla Coppa Ciano del 1936 che fu l’unico successo internazionale importante di questo modello.

## Alfa Romeo 8C 2900 A

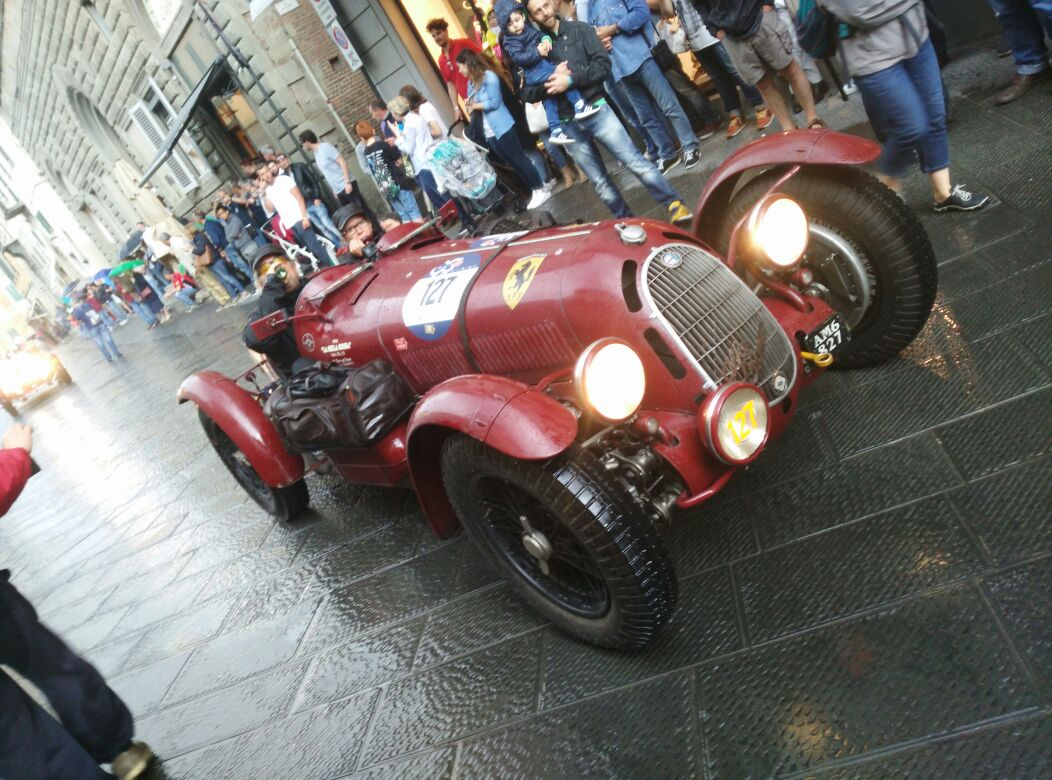
Un'Alfa Romeo 8C 2900 A Botticella del 1935 alla rievocazione storica della Mille Miglia 2017 durante il passaggio a Pistoia

Per l’appuntamento del Salone di Parigi del 1935 l’Alfa Romeo decise di lanciare un nuovo modello di categoria Sport: la 8C 2900 A. Jano per creare una vettura Sport vincente volle sfruttare una trentina di motori e una gran quantità di ricambi della Tipo B P3 rimasti nei magazzini del Portello. Unì questi motori 2905 cm³ da 220 CV al nuovo telaio con passo 2750 mm della Tipo C con sospensioni indipendenti su tutte le ruote, cambio al posteriore e freni a tamburo a comando idraulico. Venne usata una struttura reticolare in acciaio per formare il parafiamma. Il serbatoio del carburante venne sistemato dietro i sedili mentre quello dell’olio sotto il telaio, dietro l’asse posteriore. Vennero prodotti 6 telai. 5 chassis con carrozzeria “Botticella” ispirata alla Tipo C, pesanti solo 850 kg, raggiungevano i 230 km/h. Il primo in assoluto, con carrozzeria Spider Corsa di produzione interna Alfa Romeo, fu talmente ammirato che venne esposto nuovamente a Parigi, e anche a Londra, nel 1937, ben due anni dopo il lancio.

### Il 1936
Il debutto alla Mille Miglia 1936 fu un successo triplo con tre 8C 2900 A “Botticella” della Scuderia Ferrari ai primi tre posti con gli equipaggi Antonio Brivio - Carlo Ongaro; Giuseppe "Nino" Farina – Stefano Meazza e Carlo Maria Pintacuda – Aldo Stefani. Seguì il successo alla 24 Ore di Spa e mancò quello alla 24 Ore di Le Mans perché la gara non venne disputata.

### Il 1937
Alla Mille Miglia 1937 si ripeté il successo alla maratona bresciana della 8C 2900 A “Botticella” con una doppietta firmata da Carlo Maria Pintacuda - Paride Mambelli e Nino Farina - Stefano Meazza che riuscirono a battere le agguerrite squadre francesi su Delahaye e Talbot.

## Alfa Romeo 8C 2900 B

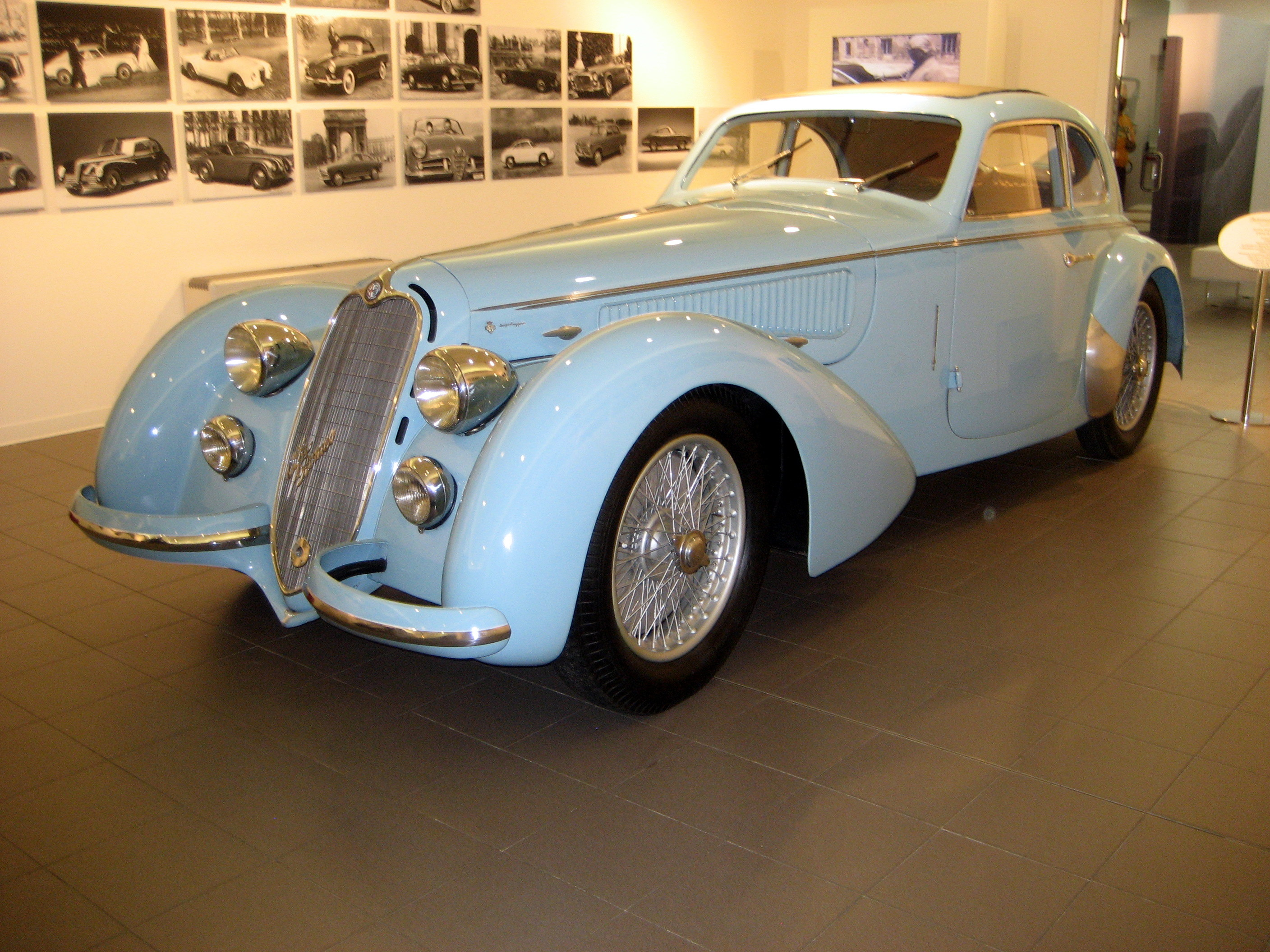
L'Alfa Romeo 8C 2900 B Lungo Berlinetta Touring del Museo Storico Alfa Romeo

Per sfruttare il prestigio ottenuto nelle competizioni dalla 8C 2900 A l’Alfa Romeo scelse di lanciarne una lussuosa ed elegante versione da turismo sportivo. Le 8C 2900 B Lungo e Corto, dalle due varianti di lunghezza del telaio, stupirono tutto il mondo per la raffinatezza tecnologica e la bellezza straordinaria delle carrozzerie opera, tra gli altri, di Touring e Pinin Farina.
La base di partenza fu l’autotelaio della 8C 2900 A opportunamente addomesticato per la circolazione stradale. Il telaio fu allungato e irrobustito saldando un lamierino all’interno della “C” di acciaio stampato creando così una sorta di longherone scatolato. La potenza del motore bialbero biblocco in lega leggera 2905 cm³ (alesaggio x corsa: 68 x 100 mm) venne ridotta a 180 CV a 5200 giri/minuto. Frizione multidisco, cambio a 4 marce, sospensioni, freni e sterzo mutuavano integralmente dalla 8C 2900 A.

La 8C 2900 B era disponibile in due versioni, “Corto” e “Lungo”, distinte dalla lunghezza del passo rispettivamente di 2800 e 3000 mm. Riguardo bellezza della linea ed eleganza degli interni le due versioni si equivalevano ma sulla versione “Lungo” il peso di 1050 kg aumentava a 1150 kg mentre la velocità massima scendeva da 185 a 180 km/h.

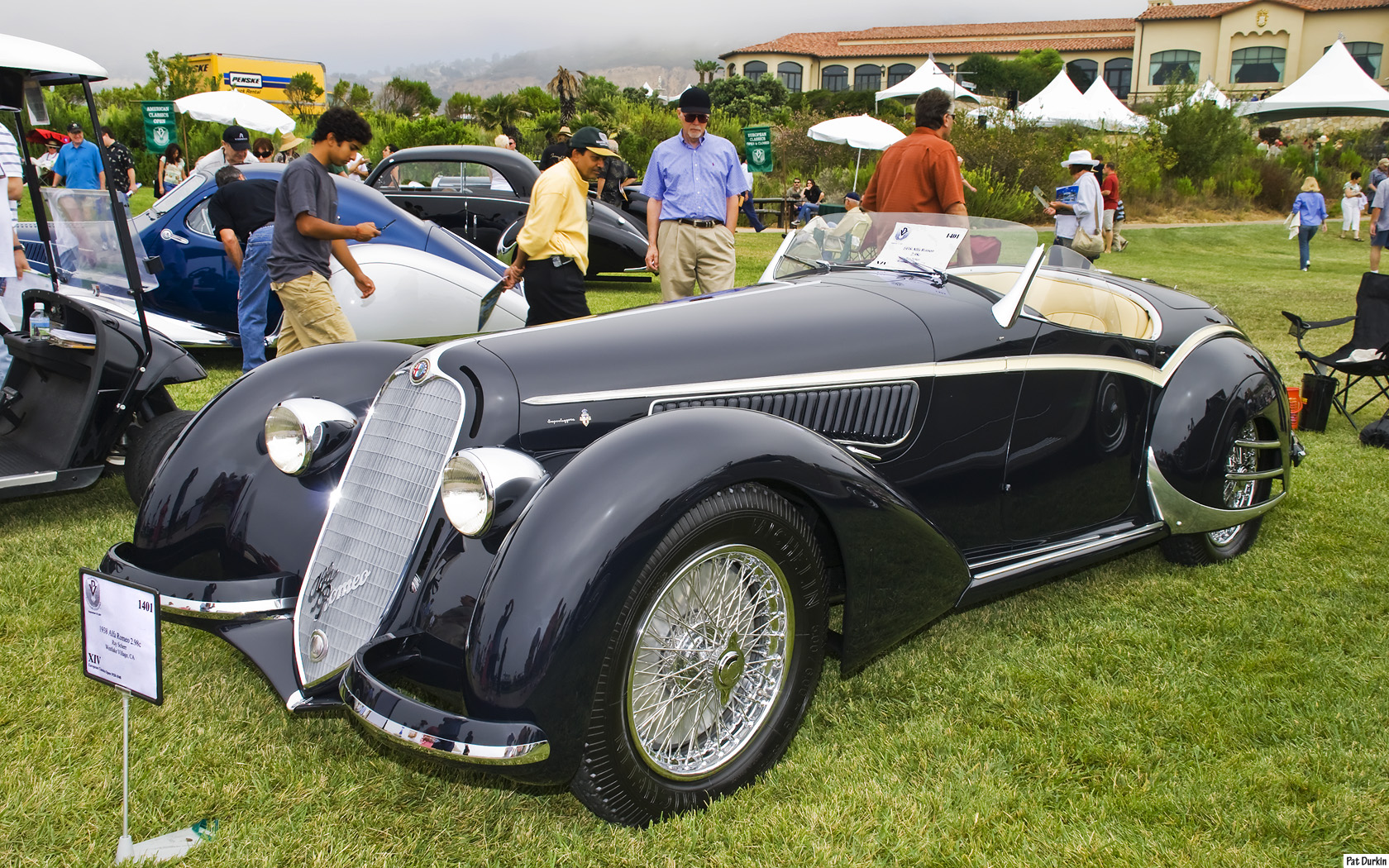
Una delle rare Alfa Romeo 8C 2900 B Corto Spider Touring del 1938, si notino gli "spats" a coprire le ruote posteriori

In particolare la carrozzeria Touring realizzò una serie di berlinette e cabriolet bellissimi, dalla linea sinuosa ed elegante, sia su chassis “Corto” che “Lungo”. La linea sinuosa era caratterizzata da una coda spiovente, un abitacolo raccolto, un lungo cofano e una grande calandra inclinata che sottolineava la potenza del motore 8 cilindri. Le ruote a raggi vennero carenate con dei lisci “copponi” e quelle posteriori addirittura inglobate nella carrozzeria con degli “spats” simili a quelli della successiva Jaguar XK120 ma addirittura aperti. I parafanghi allungati seguivano gli ultimi ritrovati in campo aerodinamico e inglobano i fanali e i clacson.
Il carrozziere milanese per “vestire” i suoi esemplari utilizza il metodo brevettato “Superleggera” rendendole alcune tra le prime fuoriserie al mondo interamente metalliche. Secondo il loro motto: “Il peso è il nemico, la resistenza all’aria l’ostacolo”, su una leggera intelaiatura reticolare di acciaio al cromo-molibdeno vengono applicate sottili lamiere in alluminio modellate secondo le ultime soluzioni aerodinamiche.
Anche Pinin Farina si cimentò su due telai 8C 2900B realizzando due spider, molto eleganti, nel 1937 e nel 1939, il secondo dei quali aveva già i fanali a scomparsa. Zagato e gli Stabilimenti Farina realizzarono un telaio ciascuno, il primo molto sportivo e il secondo molto lussuoso.

### Il 1938

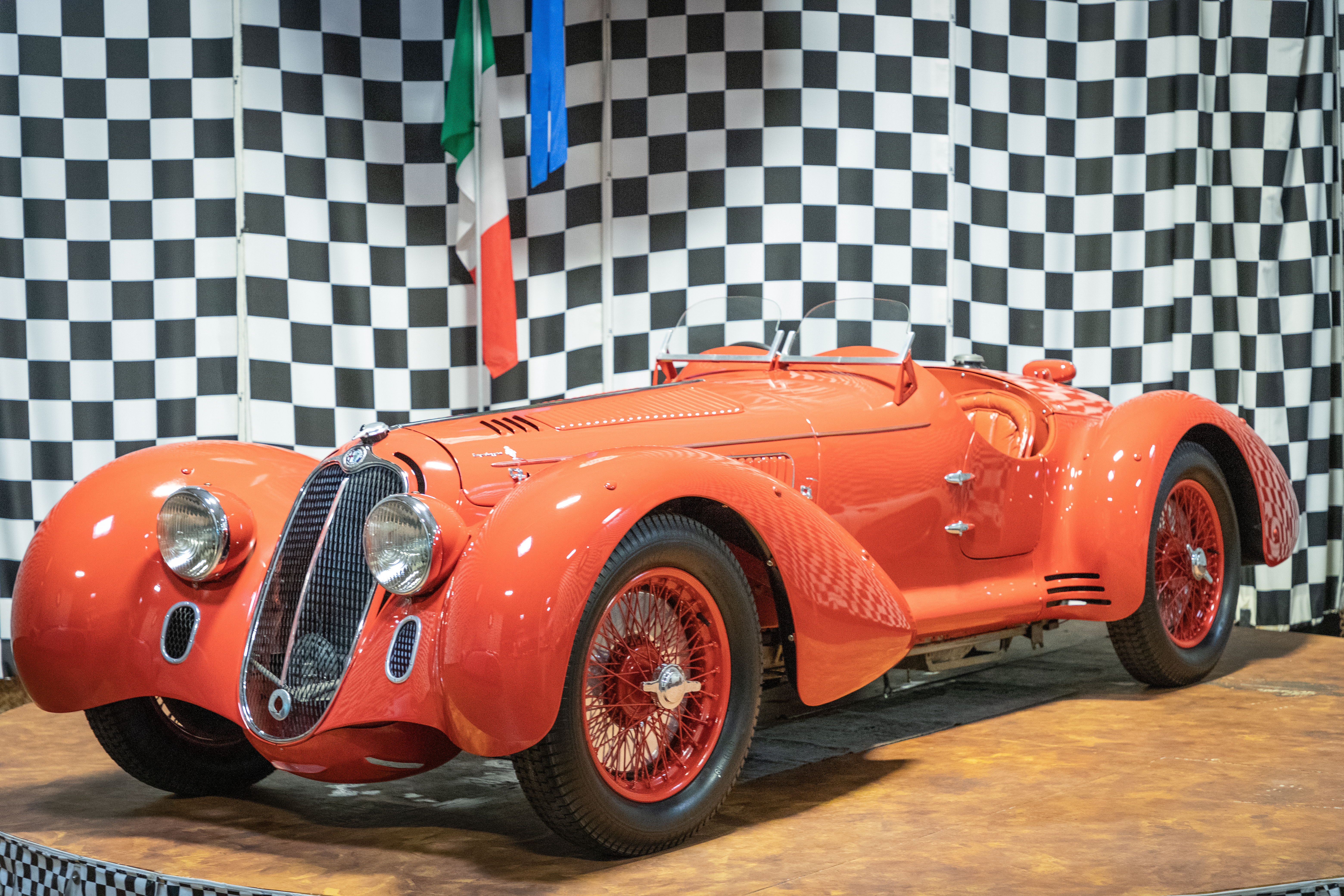
L'Alfa Romeo 8C 2900 B Mille Miglia Spider Corsa Touring vincitrice della Mille Miglia 1938

Discorso a parte meritano le due versioni da corsa della 8C 2900 B anche se entrambe realizzate nel 1938 dalla carrozzeria Touring.

La prima è la versione Spider Corsa, una Sport con carrozzeria Superleggera e motore da 225 CV a 5200 giri/min prodotta in quattro esemplari, destinata a correre la Mille Miglia 1938 con gli equipaggi Pintacuda - Mambelli, Siena - Villoresi, Farina - Meazza e Biondetti - Stefani. Proprio Clemente Biondetti e Aldo Stefani vinsero la manifestazione su uno di questi esemplari, seguiti da Carlo Maria Pintacuda con Paride Mambelli su una vettura gemella e da Piero Dusio con Rolando Boninsegni su una vecchia Alfa Romeo 8C 2900 A “Botticella”. Biondetti, grazie al motore potenziato a 295 CV a 5500 giri/minuto derivato da quello della Tipo 308 e al meteo ottimale, riuscì a stabilire la velocità media record di 135,37 km/h che resistette fino all'edizione 1955. Purtroppo quell'edizione fu segnata anche da un tragico incidente a Bologna che causò 10 morti, di cui sette bambini, e l’annullamento della gara l’anno successivo.

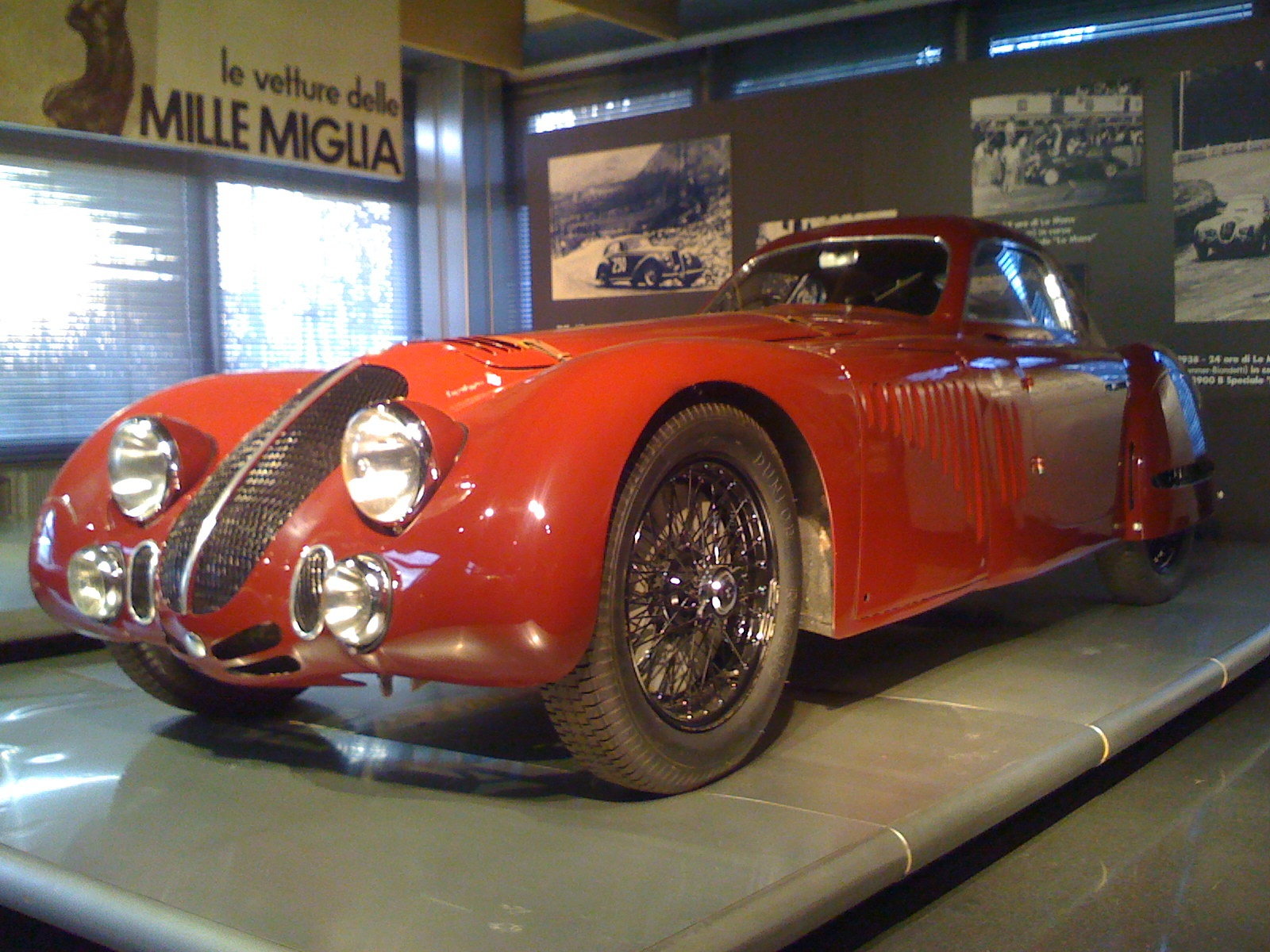
L'Alfa Romeo 8C 2900 B Berlinetta Speciale Le Mans Touring 1938 del Museo Storico Alfa Romeo

La seconda è la versione Berlinetta Speciale Aerodinamica realizzata per la 24 Ore di Le Mans di quell’anno sempre dalla Touring. Il carrozziere milanese venne incaricato da Enzo Ferrari di costruire una berlinetta con il metodo “Superleggera” per competere specificatamente a Le Mans. Inizialmente si pensava si costruire una versione scoperta ma alla fine si decise di optare per una versione chiusa perché più aerodinamica rispetto alla spider, è una delle prime volte in assoluto che ciò accade. Il motore 8 cilindri in linea venne potenziato fino a 220 CV a 5500 giri/minuto.
Alla maratona francese la vettura venne affidata a Raymond Sommer e a Clemente Biondetti per puntare alla vittoria. Alla partenza la vettura non andò subito in testa ma già dopo 5 ore guidava la gara, alla sedicesima ora il vantaggio sul primo inseguitore era di 11 giri quando accadde il primo incidente, Sommer forò una gomma. Con maestria riuscì a non perdere il controllo dell’auto e a tornare ai box dove cambiò lo pneumatico forato e ripartì. Nel successivo turno Biondetti riuscì ad aumentare il vantaggio addirittura a 14 giri ma poi la cavalcata trionfale si interruppe bruscamente per un banale guasto meccanico; forse per il cedimento di una valvola. Quell’esemplare oggi è esposto al Museo Storico Alfa Romeo.
In totale vennero prodotte, fino a tutto il 1939, 20 telai “Lungo” e 10 telai “Corto” (più 1 sperimentale per partecipare alla 24 Ore di Le Mans) venduti a carissimo prezzo, 109.100 lire il solo telaio corto e 115.000 lire quello lungo a cui andava aggiunta una cifra importante per la realizzazione della carrozzeria, a chiunque ci si rivolgesse.
Alla fine del 1937 Vittorio Jano aveva lasciato l’Alfa Romeo e all’inizio dell’anno successivo (il 1º gennaio) il marchio milanese si era riaffacciato direttamente nel mondo delle competizioni con la creazione dell’Alfa Corse. La Scuderia Ferrari venne sciolta e i suoi materiali e uomini vennero trasferiti da Modena direttamente a Milano alla nuova divisione sportiva ufficiale dell’azienda. Vennero designati Enzo Ferrari come guida del reparto corse e Wifredo Ricart, il sostituto di Jano, a capo della progettazione. Nel frattempo i regolamenti per i Grand Prix per la stagione 1938 erano stati modificati: 4,5 litri il limite di cilindrata per i motori aspirati e 3,0 litri per quelli sovralimentati. In più era stata creata la categoria “Voiturettes” con limite di cilindrata 3,0 litri per le vetture aspirate e 1,5 per quelle sovralimentate.

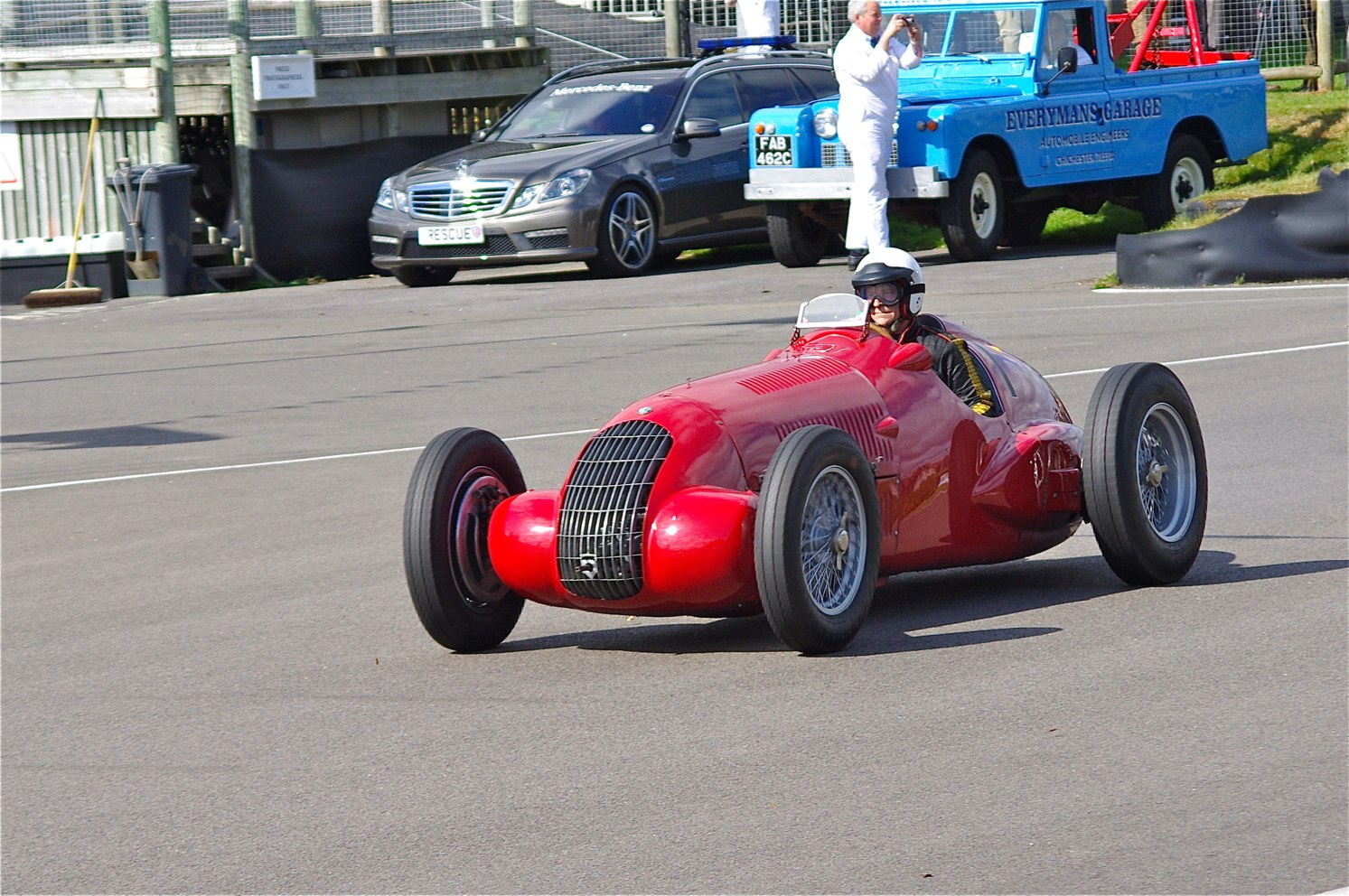
L'Alfa Romeo Gp Tipo 308 del 1938 al Goodwood Revival 2012

### Alfa Romeo Gp Tipo 308
Per soddisfare il nuovo regolamento Gran Prix la neonata Alfa Corse progettò la nuova GP Tipo 308. Sviluppata in 4 esemplari partendo dalla Tipo C e dalla 8C 2900 B la nuova monoposto era spinta sempre dal motore biblocco in lega leggera sovralimentato 8 cilindri in linea portato a 3 litri e 296 CV. Ancora una volta si scelse di investire le maggiori risorse nel disegno della carrozzeria, molto profilato e moderno, che tuttavia non bastava a battere le concorrenti tedesche, forti di oltre 100 CV di potenza in più. L’unica vittoria di rilievo fu il Gp di Rio de Janeiro con Carlo Maria Pintacuda.

### Il 1939 e gli anni seguenti

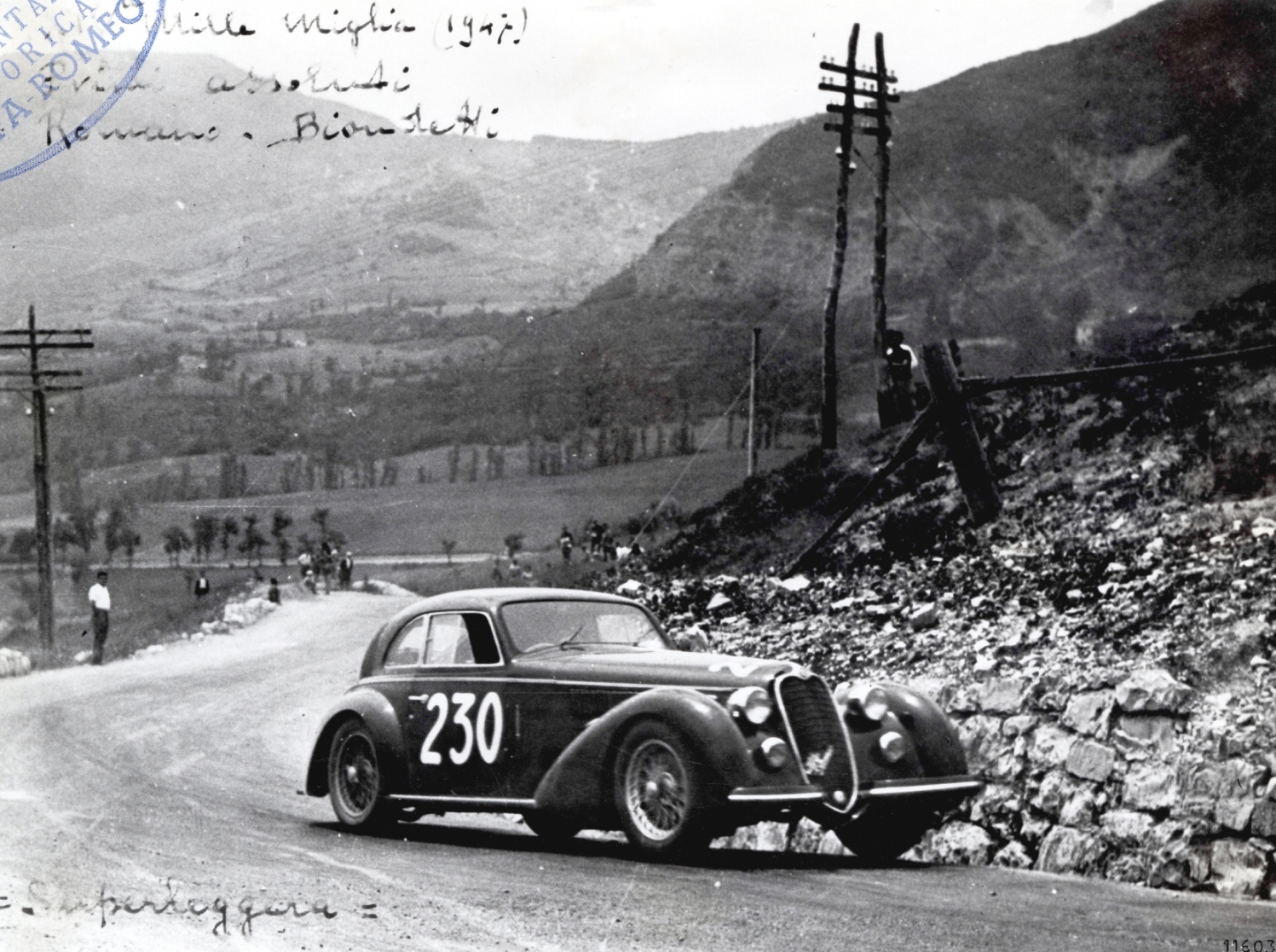
L'Alfa Romeo 8C 2900 B Lungo Berlinetta Touring del 1938 #230 guidata da Clemente Biondetti ed Emilio Romano vincitrice della Mille Miglia 1947 durante la gara

II 1939 fu l’ultimo anno di commercializzazione della 8C 2900 B, la Mille Miglia non fu disputata a causa di un incidente mortale occorso l'anno precedente e nei Gran Prix non arrivarono vittorie di rilievo. A salvare l’onore della casa ci penso un'altra 8 cilindri in linea, l’Alfa Romeo 158 “Alfetta” sovralimentata da 1,5 litri, che aveva debuttato un anno prima e che ottenne vittorie importanti nella classe “Voiturettes”. Tuttavia in Europa soffiavano venti di guerra, e quando anche l’Italia, il 1º Giugno del 1940, entrò nel secondo conflitto mondiale di corse automobilistiche si tornò a parlare solo nel 1946.
Le Tipo 308 e le 158 “Alfetta” sopravvissute alla guerra vennero di nuovo schierate e la bontà di progetto della seconda unita al regolamento del campionato del mondo di Formula 1 identico a quello della categoria "Voiturettes", per cui era stata progettata, le permisero di vincerne il primo con Giuseppe “Nino” Farina al volante nel 1950; 12 anni dopo essere scesa in pista la prima volta. Ancora più evoluta nella versione 159 vinse anche il secondo titolo con Juan Manuel Fangio, prima del ritiro dell’Alfa Romeo dalle corse e dell’inizio del dominio della neonata Ferrari.
L’ultimo successo della 8C 2900 B, a conferma delle qualità tecniche avanzatissime, arrivò alla Mille Miglia 1947, la prima del dopoguerra. Vinse l’esemplare di 8C 2900 B Lungo Berlinetta Touring di proprietà del copilota Emilio Romano ma sempre guidata dall’asso Clemente Biondetti. Precedentemente esposto al Salone di Parigi 1938 venne depotenziato a 140 CV con la rimozione dei compressori e l’adozione di due carburatori Weber in ossequio al nuovo regolamento tecnico che vietava i motori sovralimentati.

## Esemplari di Alfa Romeo 8C 2300 e 2900 prodotti[1]
| Modello              | 8C 2300 2 e 4 posti | 8C 2300 Corto e Lungo | 8C 2300 Corto e Lungo | Totale 8C 2300 | 8C 2900 A | 8C 2900 B Corto e Lungo | Totale 8C 2900 | Totale 8C |
| -------------------- | ------------------- | --------------------- | --------------------- | -------------- | --------- | ----------------------- | -------------- | --------- |
| Serie                | I                   | II                    | III                   | 188            | I         | II                      | 41             | 1931-1938 |
| Annate di produzione | 1931                | 1932                  | 1933-1934             | 188            | 1935-1936 | 1937-1938               | 41             | 1931-1938 |
| Esemplari prodotti   | 24                  | 68                    | 96                    | 188            | 11        | 30                      | 41             | 229       |